# Война трёх Генрихов (977)
Война трёх Генрихов — третья попытка баварского герцога Генриха II Строптивого силой добиться трона императора Священной Римской империи, предпринятая в 977 году и поддержанная герцогом Каринтии Генрихом I Младшим и их родственником, князем-епископом Аугсбургским Генрихом I. Восстание было подавлено императором Оттоном II, а оба герцога съездом князей в 978 году низложены, причём Генрих Баварский был арестован и помещён под надзор епископа Утрехта. Баварское герцогство в итоге было окончательно подчинено центральной власти.
Епископу Аугсбурга после кратковременного заключения было разрешено вернуться в его епархию. После смерти Оттона II Генриху Баварскому и Генриху Каринтийскому были возвращены их владения.